# قائمة أفلام رعب الطبيعة
تضم هذه القائمة أفلام رعب الطبيعة وهي إحدى مناحي أفلام الرعب

## برمائيات
- كلوفرفيلد (2008)

## البكتيريا والفيروسات
- ذعر بالشوارع (فيلم) (1950)

## طيور
- الطيور (فيلم) (1963)

## أسماك القرش
- طعم (فيلم) (2012)
- بحر أزرق عميق (فيلم) (1999)
- غوست شارك (2013)
- الفك المفترس (فيلم) (1975)
  - الفك المفترس 2 (فيلم) (1978)
- شاركنيدو (2013)
  - شاركنيدو 2: ذا سيكوند وان (2014)
  - شاركنيدو 3: أوه هيل نو! (2015)
- شاركتوبوس (2010)

## حشرات
- ميميك (1997)
- فينومينا (1985)

## ذبابات
- الذبابة (فيلم) (1986)

## دببة
- النبؤة (فيلم) (1979)

## كلاب مدربة
- كوجو (فيلم) (1983)
- الرمادي (فيلم) (2012)

## سنوريات
- الشبح والظلام (فيلم) (1996; أسد)

## قرود
- كينغ كونغ (فيلم 1933) (1933)
  - حياة كينج كونج (1986)
  - كينغ كونغ (فيلم 2005) (2005)
- كوكب القردة (فيلم 1968) (1968)
  - كوكب القردة (فيلم 2001) (2001)
  - نهوض كوكب القردة (2011)
  - بزوغ كوكب القرود (2014)
  - حرب القرود (2017)

## رخويات
- الجرثومة المميتة (فيلم) (1983)

## حبار والأخطبوط
- 20.000 فرسخ تحت الماء (فيلم) (1954)
- عروس الوحش (1955)

## زواحف
- حروب التنين (2007)

## ديناصورات
- غودزيلا (فيلم 1954) (1954)
  - غودزيلا (فيلم 1998) (1998)
  - غودزيلا (فيلم 2014) (2014)
    - غودزيلا (فيلم 2014) (2018)

  - رحلة إلى مركز الأرض (فيلم سينمائي 2008) (2008)
  - الرحلة 2: الجزيرة الغامضة (2012)
- حديقة جوراسية (فيلم) (1993; هندسة وراثية)
  - العالم المفقود: حديقة جوراسية (1997)
  - حديقة جوراسية 3 (2001)
  - عالم جوراسي (2015)
- العالم المفقود (فيلم 1925) (1925)
- بوسايدون ريكس (فيلم) (2013)

## سحالي
- الرجل العنكبوت المذهل (فيلم) (2012)
- الرحلة 2: الجزيرة الغامضة (2012)

## أفاعي
- اناكوندا (فيلم) (1997)
  - اناكوندا : وهانت لالأوركيد الدم (2004)
  - اناكوندا 3 : مقام (2008)
- أفاعي في طائرة (2006)

## نباتات
- الحدث (2008)

## ديدان
- كثيب (فيلم)